# Cheongju FC (2019)
Der Cheongju Football Club ist ein Fußballfranchise aus der Stadt Cheongju in Südkorea. Ende 2018 fusionierten die Vereine Cheongju FC und Cheongju City FC zu einem neuen Verein. Der Verein spielt aktuell in der K3 League, der dritthöchsten Spielklasse Südkoreas.

## Geschichte

### Vorgeschichte
In der Stadt Cheongju existierten bis Ende 2018 zwei Amateurvereine, welche in der K3 League Advance spielten. Dies waren Cheongju FC und Cheongju City FC. Die Stadt Cheongju plante mit Cheongju City FC in die K League einzutreten, da es aber aufgrund der Finanziellen Voraussetzung um in der K League spielen zu können für die Stadt zu groß war, beschloss die Stadtverwaltung das Budget für die K League Cheongju City FC nicht zu geben. Da die Stadt sich einen Profi- und zugleich Amateurverein nicht leisten konnten, schloss man beide zu einem neuen Cheongju FC zusammen.

### Gründung
Anfang 2019 wurde der neue Vereinsname Cheongju FC bekanntgegeben. Das Trainerteam von Cheongju City FC wurde im fusionierten Verein übernommen, allerdings verließ der Trainer von Cheongju City FC, Kwon Oh-kyu, das Trainerteam und nahm ein Angebot bei Bucheon FC 1995 als Co.-Trainer an. Anstelle von ihm, wurde Seo Won-sang verpflichtet, der schon Trainer bei Cheongju City FC war.

### Gegenwart
Zu Beginn seiner Arbeit stellte Seo Won-sang einen neuen Kader auf, der aus Spielern von Cheongju City FC, als auch vom alten Verein Cheongju FC bestand. In ihrer Premierenspielzeit in der K3 League Advance stand der Verein die gesamte Saison über im Tabellenmittelfeld. Am Ende beendete die Mannschaft von Seo Won-sang die Saison auf Platz 7. Hingegen konnte der Verein trotz enttäuschender Ergebnisse, einen Zuschauerboom verzeichnen. Im Pokal war der Verein hingegen deutlich erfolgreicher. In ihrer Ersten Hauptrunde, empfangen sie zuhause die Jungang-Universität, gegen welche sie sich mit 3:0 souverän durchsetzen konnten. Anschließend empfang der Verein die Universitätsmannschaft der Universität Incheon. Das Spiel ging mit 1:0 für das team von Seo Won-sang gewonnen. In der 4. Hauptrunde traten sie Auswärts beim Erstligisten Incheon United an. Auch dieses Spiel konnten sie mit 1:0 für sich entscheiden, sodass sie anschließend im Achtelfinale standen. Dort trafen sie auf den Drittligisten Gyeongju KHNP FC, gegen welche sie mit 0:2 verloren und aus dem Pokal ausschieden. Ab der darauffolgenden Spielzeit wurden die beiden Halbprofi-Ligen Korea National League und die K3 League Advance zur Neugegründeten K3 League zusammengelegt. Da Cheongju FC an der neuen Liga teilnehmen wollte, reichten sie zur Beantragung der Lizenz ihre Unterlagen ein. Anfang des Jahres 2020, kündigte die KFA die Teilnehmenden Mannschaften für die Premierenspielzeit 2020 an, unter denen auch Cheongju FC war.
In der Premierenspielzeit der K3 League spielte der Verein die Spielzeit über um die Qualifikation zur Meisterschaftsrunde. Am Ende der Regulären Spielzeit mussten sie mit Einem Punkt Rückstand auf den Achtplatzierten in die Abstiegsrunde gehen. Am Ende der Spielzeit beendete der Verein die Saison auf Platz 10. Auch im Pokal konnten sie an ihre vorherigen Leistungen nicht anknüpfen: In der 1. Hauptrunde des Pokals, trafen sie auf Icheon Citizen FC, gegen welchen sie sich mit 1:0 durchsetzen konnten. Allerdings ging das Pokalspiel der 2. Hauptrunde gegen den Ligakonkurrenten Gangneung City FC mit 1:2 knapp verloren. Auch in der darauffolgenden Spielzeit konnte der Verein seinen eigenen Erwartungen nicht gerecht werden. Am Ende der Spielzeit, beendete die Mannschaft von Seo Won-sang die Liga auf Platz 11. Im Pokal hingegen, verlief die Spielzeit besser. In der 1. Hauptrunde traten sie im Stadtderby gegen den Fünftligisten Cheongju SMC Engineering FC an, gegen welche sich der Verein deutlich mit 5:0 durchsetzen konnte. Auch in der darauffolgenden 2. Hauptrunde konnte sich der Verein dank eines 5:4 im Elfmeterschießen gegen den Ligakonkurrenten Hwaseong FC durchsetzen, sodass sie nun in der 3. Hauptrunde standen. In der 3. Hauptrunde unterlag allerdings das Team von Seo Won-sang gegen den Erstligisten Gangwon FC mit 1:2 und schied aus. Am Ende der Spielzeit wurde Seo Won-sang von seinen Aufgaben als Trainer entbunden und stattdessen zum neuen Präsidenten des Vereins ernannt. Sein Nachfolger als Trainer wurde der bis dahin als Co.-Trainer agierender Choi Sang-hyeon.

### Weg in den Profifußball (2019–2022)
Die Stadt Cheongju versuchte seit der Gründung des Vorgängervereins Cheongju City FC im Jahre 2016, die Professionalisierung und den damit verbundenen Beitritt in die K League zu verwirklichen, allerdings scheiterte dies immer wieder an der unsicheren Finanzierung eines möglichen Profivereins. Die Stadt plante Mitte 2020 als neuen Versuch den Beitritt in die K League, dieser scheiterte allerdings aufgrund der COVID-19-Pandemie in Südkorea. Am 27. April 2022 unternahm die Stadt den nächsten Versuch, indem sie die zukünftige Körperschaft eines neuen Profivereins in Form von Chungbuk Cheongju FC gründeten. Noch am selben Tag reichte die Stadt den Beitragsantrag für Chungbuk Cheongju FC bei der K League ein. Der K-League-Verband veranstaltete am 23. Juni 2022 eine Tagung, worum es auch um den Beitragsantrag von Cheongju gehen sollte. Am Ende der Sitzung bestätigte der Verband den Beitragsantrag, womit Chungbuk Cheongju FC das 24. Mitglied des Profiverbandes wurde. Der Verein wird somit ab der Spielzeit 2023 an der K League teilnehmen, zuzüglich plant der Verein die Gründung einer Zweitmannschaft, welche in der K4 League antreten solle.

## Historie-Übersicht
| Saison               | Liga              | Kl. | Vereine | Spiele | Pl. | S | U | N  | Tore  | Pkt. | KFA Cup       | Play-Off           | Trainer         |
| Cheongju FC          |                   |     |         |        |     |   |   |    |       |      |               |                    |                 |
| 2019                 | K3 League Advance | 4   | 12      | 22     | 7.  | 8 | 4 | 10 | 28:31 | 28   | Achtelfinale  | Nicht Qualifiziert | Seo Won-sang    |
| 2020                 | K3 League         | 3   | 16      | 22     | 10. | 9 | 7 | 6  | 25:25 | 34   | 2. Hauptrunde | Nicht Qualifiziert | Seo Won-sang    |
| 2021                 | K3 League         | 3   | 15      | 28     | 11. | 9 | 7 | 12 | 37:39 | 34   | 3. Hauptrunde | Nicht Qualifiziert | Seo Won-sang    |
| 2022                 | K3 League         | 3   | 16      | 30     |     |   |   |    | -:-   |      | 2. Hauptrunde |                    | Choi Sang-hyeon |
| Chungbuk Cheongju FC |                   |     |         |        |     |   |   |    |       |      |               |                    |                 |
| 2023                 | K League 2        | 2   |         |        |     |   |   |    | -:-   |      |               |                    | Choi Yun-kyeom  |

## Stadion
| Stadion | Name             | Eigentümer               | Eröffnung | Nutzungszeitraum | Nutzungszeitraum |
| Stadion | Name             | Eigentümer               | Eröffnung | Von              | Bis              |
| ------- | ---------------- | ------------------------ | --------- | ---------------- | ---------------- |
|         | Cheongju-Stadion | Stadtverwaltung Cheongju | 1979      | 2019             | Bis jetzt        |

## Fanszene
Die Fanszene besteht aus einer aktiven Fangruppierung, der Gruppierung Helios. Gegründet wurde diese im Jahre 2019 und unterstützte den vorher aufgelösten Vorgängerverein Cheongju FC.

### Rivalität
Die Fans von Cheongju haben zurzeit vier aktive Rivalen, zum einen den FC Pocheon, den Chungju Citizen FC, den Cheongju SMC Engineering FC und den Cheonan City FC. Vereinsfreundschaften mit anderen Vereinen pflegt die Fanszene nicht.
- Cheongju-Stadtderby

Das Cheongju-Stadtderby ist ein Derby zwischen den beiden Vereinen Cheongju FC und Cheongju SMC Engineering FC. Beide Vereine werden unterstützt von der Firma SMC Engineering. Da beide Vereine in der Stadt Cheongju beheimatet sind, gelten ihre Duelle als Stadtderbys. Erstmals trafen beide Vereine im Korean FA Cup 2020 in der 1. Hauptrunde aufeinander. Das erste Stadtderby ging mit 5:0 für Cheongju FC aus.
- Cheoncheong-Derby

Das Cheoncheong-Derby (Cheon = Cheonan & Cheong = Cheongju) ist ein Derby zwischen Cheonan City FC und dem Cheongju FC. Hintergrund ist die Geschichte, die beide Vereine verbindet. Der heutige Verein Cheongju FC ging aus einer Fusion zwischen den alten Cheongju FC und dem Cheongju City FC hervor. Cheongju City FC ging Ende 2016 aus den Verkauf des Vereins Cheonan FC auf, zwischen den schon eine Rivalität mit Cheonan City FC bestand (Stadtderby). Aufgrund der schlechten Erfahrungen aus der Ilhwa Chunma FC-Zeit 1996 bis 1999, wurde der Verkauf des rivalisierenden Vereins Cheonan FC nicht positiv bewertet, weshalb der heutige Cheongju FC aufgrund seiner Vorgeschichte von den Fans des Cheonan City FC´s abgelehnt wird. Seit der Fusionierung beider Halbprofiligen zu einer Halbprofiliga, spielen beide Vereine direkt gegeneinander, weshalb das Derby seine Brisanz bekam.
- Chungbuk-Derby

Das Chungbuk-Derby ist ein Derby zwischen den beiden Lokalvereinen Cheongju FC und Chungju Citizen FC. Aufgrund ihrer geografischen Nähe, gelten beide Vereine miteinander als verfeindet. Erstmalig trafen beide Vereine in der Spielzeit 2019 aufeinander.
- Cheongpo-Derby

Das Cheongpo-Derby ist ein Derby zwischen Cheongju FC und dem FC Pocheon. Aufgrund ihrer sportlichen Brisanz gelten beide Vereine als verfeindet. Schon in der Zeit von Cheongju City FC wurde dieses Derby seit 2016 im Ligamodus ausgetragen. Nachdem der FC Pocheon 2020 und 2021 in der Viertklassigkeit spielte, treffen beide Vereine wieder in der Liga aufeinander.